# The Old Settler
The Old Settler är ett berg i Kanada.   Det ligger i provinsen British Columbia, i den södra delen av landet, 3 400 km väster om huvudstaden Ottawa. Toppen på The Old Settler är 2 132 meter över havet.
Terrängen runt The Old Settler är bergig åt nordväst, men åt sydost är den kuperad. The Old Settler är den högsta punkten i trakten. Trakten runt The Old Settler är nära nog obefolkad, med mindre än två invånare per kvadratkilometer.. Närmaste större samhälle är Hope, 19,6 km sydost om The Old Settler. 
I omgivningarna runt The Old Settler växer i huvudsak barrskog.